# 將來商業銀行
將來銀行（英語：NEXT BANK），是臺灣首批獲得許可設立的純網路銀行，將來銀行搭配全支付可以在韓國消費和回饋。

## 沿革
- 2019年7月30日，取得金管會純網路銀行審查會之許可[2]。
- 2020年1月31日，取得經濟部核准公司設立登記[3]。
- 2020年9月1日，正式對外揭露正式品牌標誌[4][5]。
- 2021年3月5日，金管會表示：銀行資安系統（連線上的測試、跟存保公司的報表申報，以及跟財金公司、央行等連線）需要再改善[6]。
- 2021年12月9日，金管會核發將來商業銀行的營業執照，為臺灣第3家取得銀行營業執照的純網路銀行[7]。
- 2022年1月26日，試營運。
- 2022年3月29日，正式開業[8]。
- 2022年9月5日，純網銀首家獲准產壽險網路投保雙業務[9]。
- 2023年5月，純網銀首家開辦線上房貸業務[10]。
- 2024年3月，純網銀首家開辦線上財富管理業務[11]。
- 2024年12月，純網銀首家開辦線上外匯業務[12]。

## 外部連結
- 將來銀行 NEXT BANK 官網（繁體中文）
- 將來銀行 NEXT BANK的Facebook專頁
- 將來銀行 NEXT BANK的Instagram帳戶
- 將來銀行 NEXT BANK LinkedIn
- 將來銀行 NEXT BANK 104 人力銀行
- YouTube上的將來銀行 NEXT BANK頻道